# Artjoms Rudņevs
Artjoms Rudņevs (* 13. ledna 1988, Daugavpils, Lotyšská SSR, SSSR) je lotyšský fotbalový útočník a reprezentant, momentálně hráč německého klubu ?.

## Reprezentační kariéra
V A-mužstvu Lotyšska debutoval 12. 11. 2008 v přátelském zápase proti reprezentaci Estonska (remíza 1:1), nastoupil v základní sestavě a hrál do 63. minuty.

## Úspěchy

### Individuální
- 1× nejlepší střelec Ekstraklasy: 2011/12 – 22 gólů (v dresu Lechu Poznań)[3]